# Бхакараву
Бхакараву (канн. ಭಕಾರವು) — бха, буква алфавита каннада, обозначает придыхательный звонкий губно-губной взрывной согласный /bh/.
Кагунита: ಭಾ , ಭಿ , ಭೀ , ಭು , ಭೂ , ಭೃ , ಭೆ , ಭೇ , ಭೈ , ಭೊ , ಭೋ , ಭೌ .
Подстрочная буква «бха» - бхаватту:

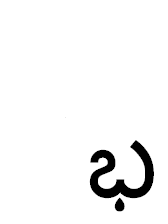
Бхаватту (каннада)
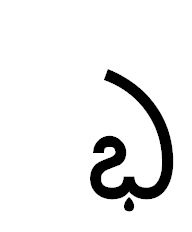
Бхаватту (телугу)
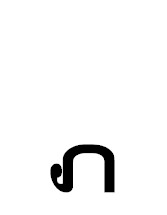
Тьенг пхо (кхмерский)

Для записи звука «бх» без «а» используется ಭ್ с добавлением символа вирама — ್, символ юникода — U+0CCD. Соответственно лигатуры с другими согласными включают в себя знак вирамы: двойная согласная записывается как ಬ್ಭ: bbha. Другой составной согласной является ಭ без огласовки (ಭ್) в сочетании с ಯ: ಭ್ಯ  – bhya.